# Digital Color Meter
Digital Color Meter（デジタルカラーメーター）は、macOS用のカラーピッカーアプリケーションである。

## 概要
macOS標準のカラーピッカーソフトであり、画面上のカラーコードを調べることができる。

## 使用方法
LaunchpadまたはSpotlightから起動して使用する。